# Liebigs Annalen
Justus Liebigs Annalen der Chemie (Liebigs Annalen) je bio jedan od najstarijih i istorijski najvažniji časopisa u polju organske hemije širom sveta. On je osnovan 1832. godine. 
Godine 1997. časopis je spojen sa Recueil des Travaux Chimiques des Pays-Bas i formiran je Liebigs Annalen/Recueil. Godine 1998. je taj časopis absorbovan u European Journal of Organic Chemistry spavajanjem više vodećih nacionalnih evropskih hemijskih časopisa.

## Istorija naziva
- Annalen der Pharmacie, 1832–1839
- Annalen der Chemie und Pharmacie, 1840–1873 (ISSN 0075-4617, CODEN JLACBF)
- Justus Liebig's Annalen der Chemie und Pharmacie, 1873–1874 (ISSN 0075-4617, CODEN JLACBF)
- Justus Liebig's Annalen der Chemie, 1874–1944 & 1947–1978 (ISSN 0075-4617, CODEN JLACBF)
- Liebigs Annalen der Chemie, 1979–1994 (ISSN 0170-2041, CODEN LACHDL)
- Liebigs Annalen, 1995–1996 (ISSN 0947-3440, CODEN LANAEM)
- Liebigs Annalen/Recueil, 1997 (ISSN 0947-3440, CODEN LIARFV)
- European Journal of Organic Chemistry, 1998+ (Print ISSN 1434-193X; eISSN 1099-0690, CODEN EJOCFK)

## Spoljašnje veze
- Званични веб-сајт of European Journal of Organic Chemistry (the successor journal of Liebigs Annalen, including a complete archive of the latter)
- Liebigs Annalen at the Internet Archive